# オロドルイン
オロドルイン（Orodruin）は、J・R・R・トールキンの中つ国を舞台とした小説、『指輪物語』及び『シルマリルの物語』に登場する火山。別名滅びの山（Mount Doom）もしくは火の山（Fiery Mountain）。モルドール国内北西部のゴルゴロス高原の中央部にそびえる孤峰であり、一つの指輪はその火口、滅びの罅裂（）でサウロンによって鍛造された。『指輪物語』では、指輪所持者フロド・バギンズの最終目的地となる。
シンダール語でOrodは「山」、ruinは「紅蓮の炎」を意味し、オロドルインは「燃えさかる火の山」を意味する。第二紀末頃にサウロンがヌーメノールの地から戻ってきた際に噴火をし、サウロンの帰還を知ったゴンドールの国民はこれをシンダール語でアモン・アマルス（Amon Amarth）と呼んだ。滅びの山はこれの西方語訳である。

## 形状・性質
『中つ国歴史地図』の作者カレン・ウィン・フォンスタッドによると、滅びの山は明らかに灰と溶岩が交互に重なった層でできた複合火山または成層火山であるとのことである。山の高さはまとまりの無い肩部（基体部分）が3000フィート、そしてその基体部分の半分の高さ（1500フィート）の火山錐がその上に聳え立っていた。つまりオロドルインは高さ4500フィート（約1400m）に及ぶことが分かる。フォンスタッドに言わせると4500フィートの火山は非常に高いとはいえないらしい。しかし平原にそびえ立つ孤峰であるためか、実際よりも高く見える。サウロンは度々この火山を妖術や鍛造のために利用していたようで、この山の東方向にあるバラド＝ドゥーアとオロドルインは、山を取り巻くように築かれたサウロンの道路で結ばれていた。またこの山から流れる溶岩流の一部は巨大な溝を通してバラド＝ドゥーアまで流れ込み、かの大要塞に火を巡らせており、また地下深くにある広大な溶鉱炉の火としても使われている。オロドルインはとても噴火しやすく、フォンスタッドの推測ではその噴火はブルカノ式であったとされている。しかし原作者のトールキンは滅びの山はストロンボリ式を想定していたようである。

## サンマス・ナウア
シンダール語で「火の室」を意味する。滅びの山の火山錐部分東側に口を開けており、このトンネルの中を進んでいくと奥に滅びの罅裂がある。この場所はサウロンがこの山の火を、己の妖術に役立てるために築いたものである。ここはサウロンの王国の心臓部と言うべきものであり、彼の昔日の力の源でもある。中つ国でも最大の溶鉱炉で、この場所ではサウロン以外の者は全て力を弱められてしまう。そのためサム（サムワイズ・ギャムジー）がガラドリエルの玻璃瓶（）をかざしても光を発することはなかった。

## 歴史
この山は絶え間なく火を噴出する火山であり、第二紀1000年にサウロンがその根拠地にモルドールを選んだのは、このオロドルインの存在がその理由であった。彼は自身の魔力と鍛冶の力、そして地の底から噴き出す炎の力を用いて1600年に一つの指輪を鍛えた。
サウロンの影響下で、オロドルインは自然の火山以上のものとなった。サウロンとこの山は呼応しているようで、彼がヌーメノールの地に連行されている間はオロドルインは活動を休止し、彼が帰還すると再び噴火した。第二紀末の最後の同盟との戦いでサウロンが破れ、一つの指輪が奪われると、オロドルインも長い期間眠りに入った。しかし第三紀に復活したサウロンがモルドールに戻り、公然と名乗りを上げると再び滅びの山は火を噴いた。サウロンはオロドルインを操作することができ、ペレンノール野の合戦の際には噴火させてその噴煙を送り出すことで、戦場を暗黒で覆ってしまった。
フロドをはじめとする9人の指輪の仲間がこの山を目指して旅をすることになった。最終的にフロドと従者のサムがこの山にある火の室サンマス・ナウア、そしてその奥にある滅びの罅裂にたどり着き、かれらと指輪を追ってきたゴクリの予想だにせぬ働きによって、指輪は滅びの罅裂の火の中へと落ちていき破壊された。その時オロドルインは今までにない大噴火を起こし、大地は鳴動して平原は隆起し、火山錐は吹き飛び大量の溶岩と火山弾・火山礫を周囲に撒き散らした上、火山雷を引き起こして黒い火山灰の雨を降らした。その場に急いで飛来してきたナズグール達はこの大噴火に巻き込まれ焼き尽くされ、バラド＝ドゥーアは崩壊し消え失せた。巨大な噴煙が空高く立ち上り西軍の諸将を恐怖させたが、それも西からの大風によって吹き払われた。オロドルインは自ら吐き出す溶岩流の中に沈み、ついにサウロンの王国とその力は永遠に滅びたのである。

## 派生作品
ピーター・ジャクソンの映画版では、ニュージーランドにあるナウルホエ山とルアペフ山を、CGIエフェクトを用いて滅びの山として使用している。